# Dodge Monaco
La Dodge Monaco est une voiture familiale de la marque américaine Dodge faisant partie du groupe Chrysler, produite entre 1965 et 1975 puis entre 1990 et 1992.

## Première génération (1965 - 1968)

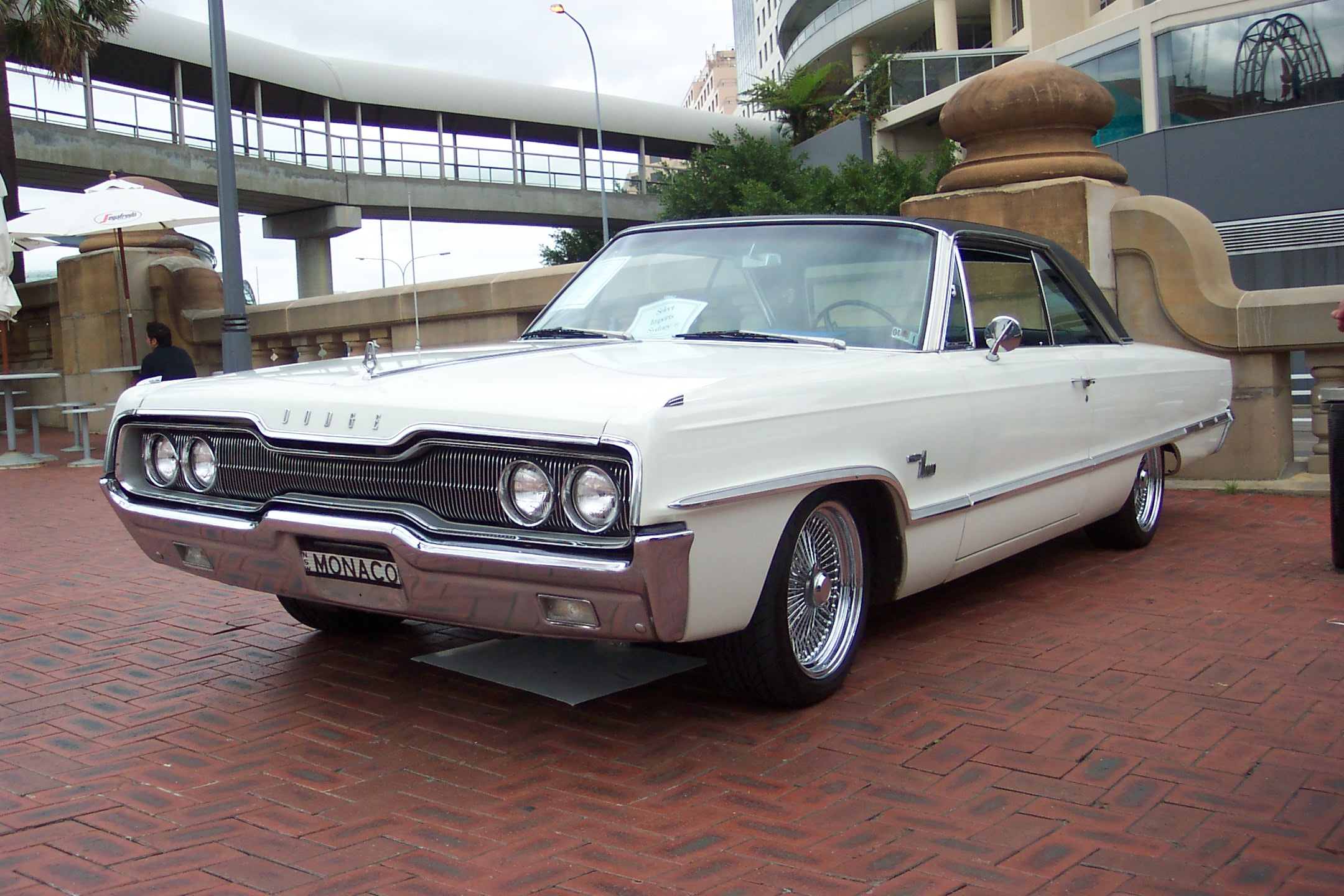
Dodge Monaco 1re génération

### 1965
Lancée le 25 septembre 1964, pour l'année modèle 1965, la Dodge Monaco était destinée à rivaliser la Pontiac Grand Prix dans ce qui est devenu le marché des voitures de luxe personnelles, mais qui a fini par combler le manque de voiture full-size dans la gamme des voitures de luxe de Dodge à la place.
La Monaco de 1965 est basée sur la Dodge Custom 880, en version coupé deux portes Hardtop. Elle reçoit un insigne spécial, un design différent des feux arrière et de la grille avant et un intérieur plus sportif avec une console centrale plus longue, ainsi qu'un moteur principal, le moteur Chrysler B, un V8 d'une cylindrée de 6,28 L et faisant 330 ch (242 kW), un moteur standard pour l'époque aux États-Unis. Deux moteurs plus gros et plus puissants étaient également disponibles en option. La Monaco rivalisait avec la Ford LTD, un modèle haut de gamme de la gamme Galaxie 500, la finition Caprice de l'Impala Sport Sedan, ainsi que le modèle Plymouth VIP de 1966 de la gamme Fury et l'Ambassador DPL proposé par American Motors. Ces modèles offraient une concurrence aux berlines de prix moyen, comme les Chrysler, Oldsmobile, Buick et Mercury.
Au Canada, une version de la Plymouth Sport Fury a été commercialisée sous le nom de Dodge Monaco[réf. nécessaire]. Elle était disponible en coupé à toit rigide ou en carrosserie convertible. La Monaco était aussi disponible au Canada mais avec un tableau de bord des Plymouth de 1965 et 1966[réf. nécessaire]. Contrairement aux versions américaines de la Monaco, elle était équipée de 2 moteurs moins puissants : un V8 de 5,2 L ainsi qu'un slant six de 5,21 L, tous les 2 venant de chez Chrysler.

### 1966
Aux Etats-Unis, la Monaco de 1966 remplace la Série Custom 880 par la Monaco 500. Elle était disponible coupé à toit rigide, berline à toit rigide quatre portes (sans pilier), berline classique quatre portes (à colonnes) et en break 4 portes. Aux États-Unis, la Monaco 500 était disponible seulement avec un Hardtop coupé et non cabriolet. Bien qu'il n'y ait pas de cabriolet dans la gamme américaine de la Monaco de 1966, la gamme canadienne pouvait avoir un toit Hardtop amovible. La Dodge canadienne s'est accrochée au nom « Monaco » pour l'équivalent de la Sport Fury et au nom Polara 880 pour l'équivalent de la Fury III[réf. nécessaire]. La grille avant ainsi que les feux arrière furent redessinés.

### 1967
Pour l'année 1967, tous les véhicules full-size de la marque Dodge, la Monaco inclus, ont reçu un lifting niveau carrosserie. Le designer Elwood Engel choisira des plans de carrosserie généralement plats avec des lignes aux arêtes vives. Les coupés Hardtop obtiendront une nouvelle ligne de toit semi-fastback avec un bord de fuite inverse incliné sur la vitre de custode.
Au Canada, le nom Monaco a été appliqué en 1967 à toutes les voitures full-size premium de Dodge, remplaçant la Polara 880 en haut de la gamme Dodge. La Monaco 500 a pris la place de la Monaco en tant que modèle full-size de niveau supérieur, qui n'était disponible qu'en tant que toit rigide et cabriolet à deux portes[réf. nécessaire].

### 1968
Les changements ont été minimes pour la série de 1968. La production de la Monaco 500 a été stoppée à la fin de l'année 1968 aux États-Unis et à la fin de l'année 1970 au Canada. Les modèles canadiens de 1969 et 1970 garderont le même design que celui de 1968.

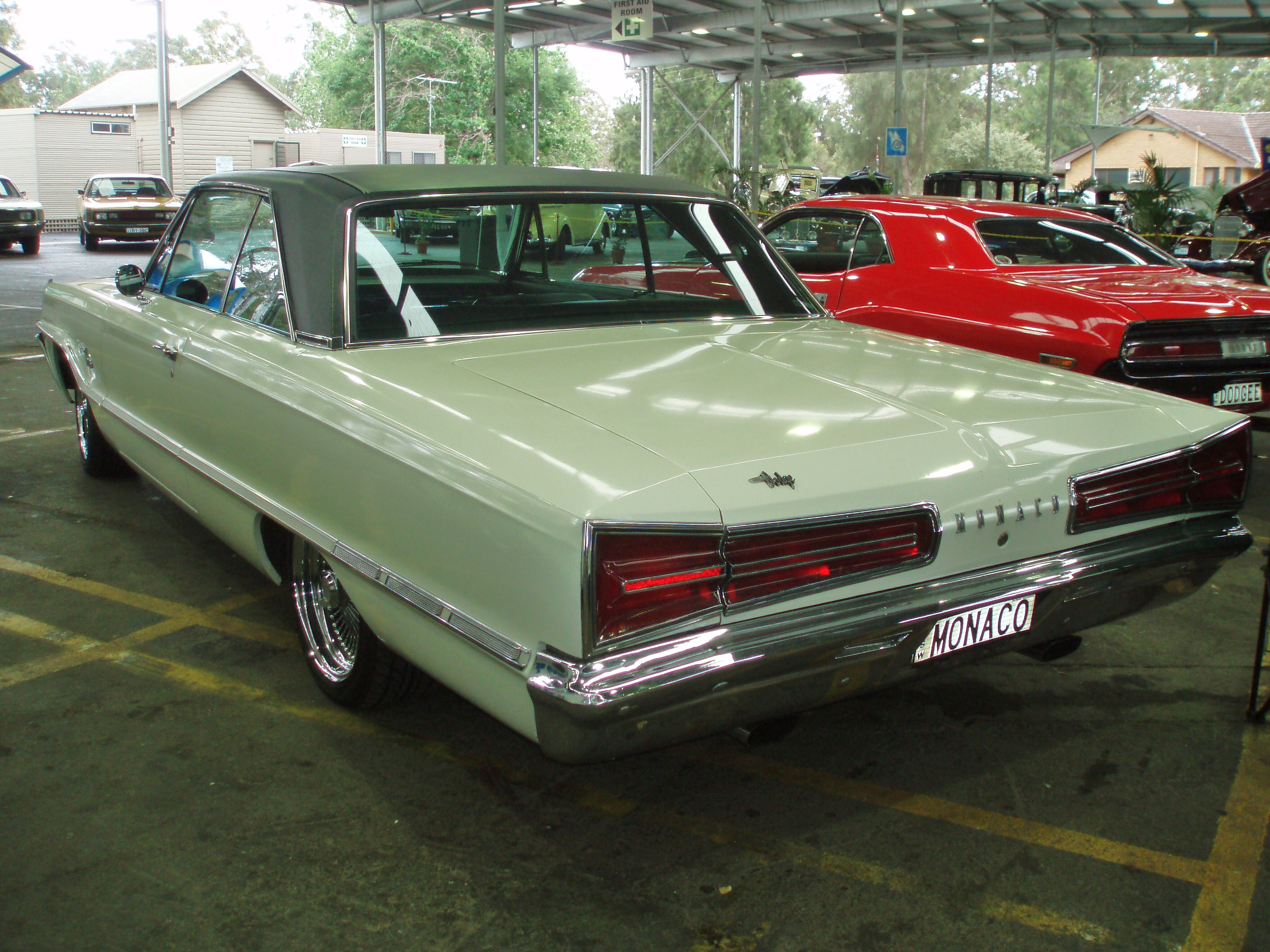
Monaco 500 de 1966
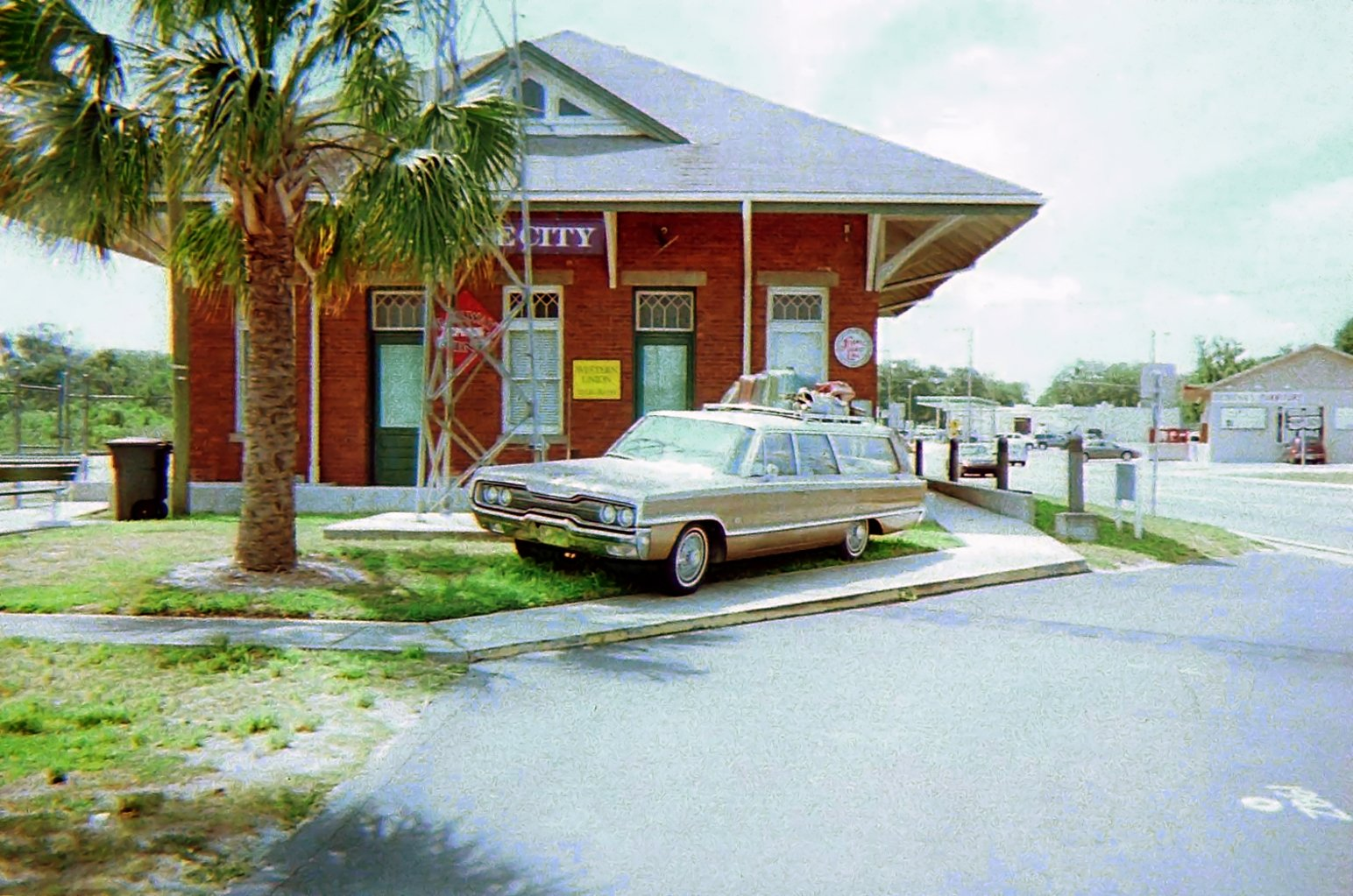
Monaco 500 break de 1966
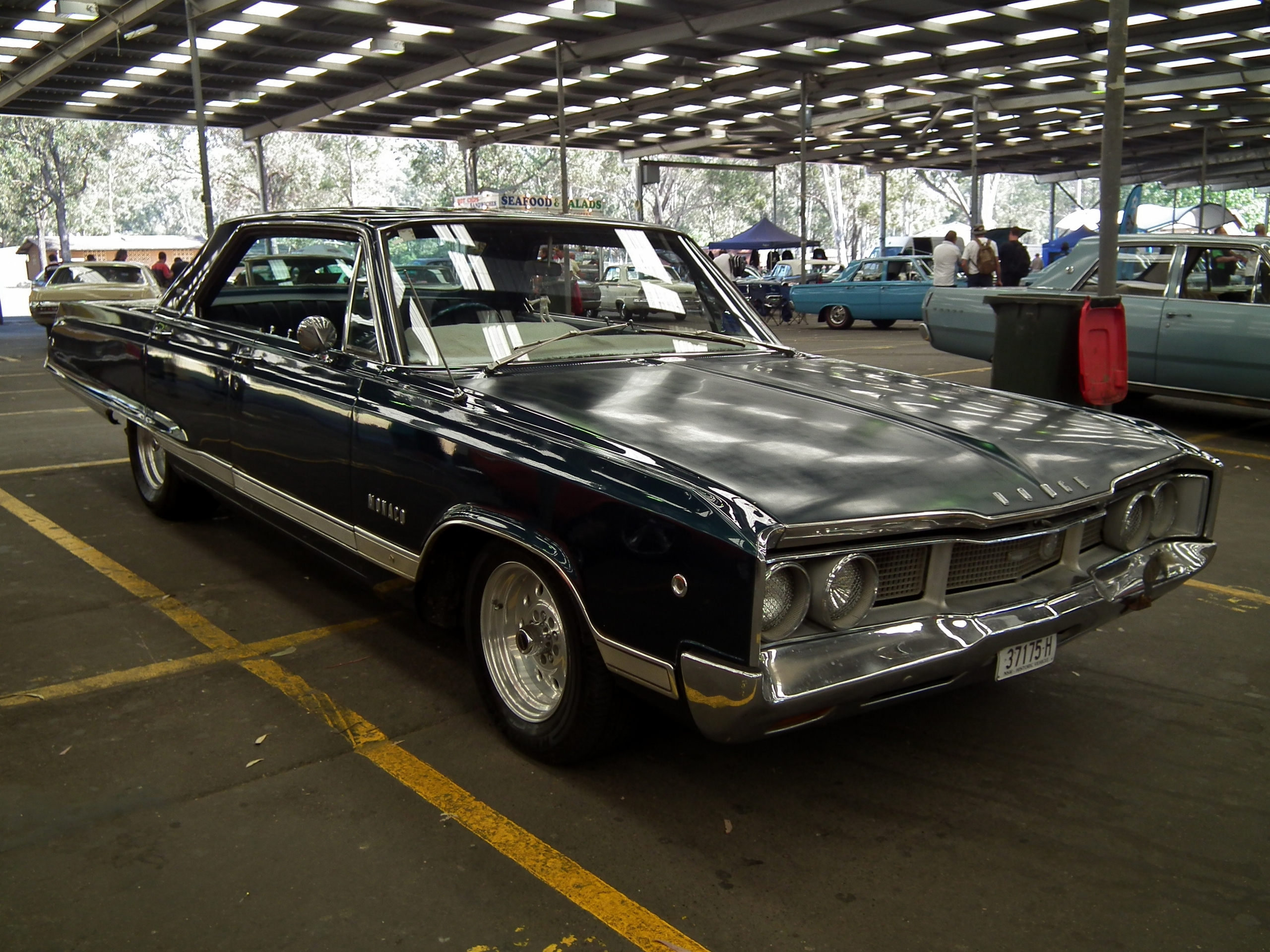
Dodge Monaco 500 coupé 4 portes de 1968
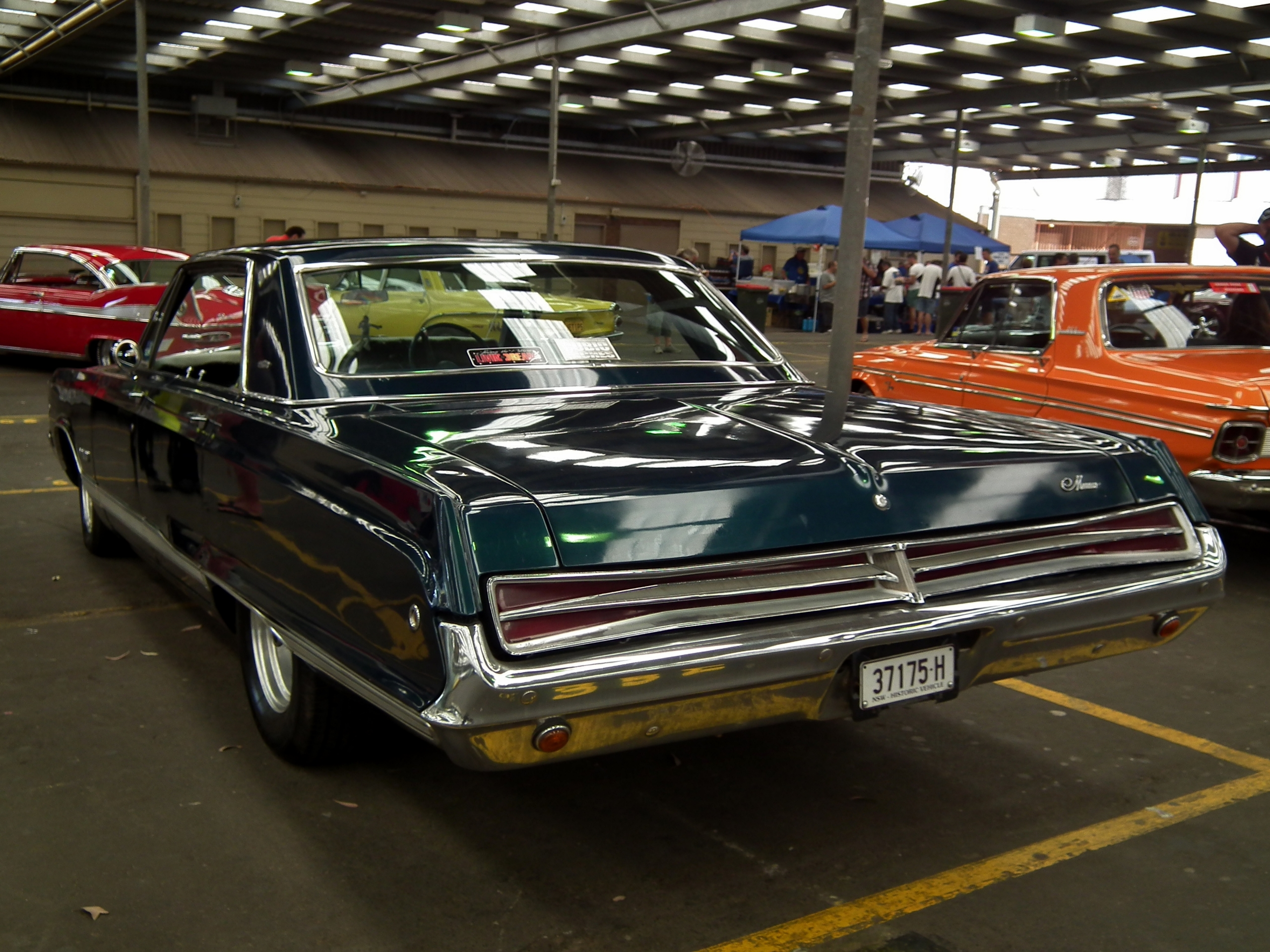

## Deuxième génération (1969 - 1973)

### 1969
Pour le modèle de 1969, l'empattement de la Monaco a été augmenté de 2 cm et la longueur totale d'environ 30 cm. L’option « 500 » était de retour en 1969 et qui, sur le marché américain, donnait des sièges baquets et un accoudoir central. Au Canada, la Monaco 500 était une série distincte qui utilisait la garniture latérale de la Polara 500 vendue aux États-Unis. Les Canadiens pouvaient également acheter un cabriolet Monaco ; Les acheteurs de cabriolet Dodge aux États-Unis n’avaient le choix qu'entre la Polara et Polara 500.
Toutes les voitures Dodge de taille moyenne, y compris la Monaco, ont adopté le nouveau style de « fuselage » de Chrysler Corporation, dans lequel les corps supérieur et inférieur sont confondus pour former une carrosserie à courbure uniforme. Le verre latéral incurvé ajoute à l'effet, de même que la suppression de l'aile gonflée arrière, caractéristique des muscle cars Chrysler. Le regard commence à l'avant de la voiture, avec un pare-chocs presque droit - exigé par un dirigeant de Chrysler après qu'un comité du Congrès l'ait attaqué à cause de l'incapacité apparente des pare-chocs des voitures à protéger les voitures contre des dommages importants lors de collisions à basse vitesse - et une calandre en cinq compartiments qui entoure les phares. Puisque la Monaco ne réussissait pas à susciter l’intérêt des acheteurs, les dirigeants de Dodge exigèrent un changement. À l’été 1969, la division publia une nouvelle garniture chromée pour les ailes avant et le bord avant du capot en option, ce qui donne l'apparence d'un pare-chocs en forme de boucle, à la mode à l'époque, sans les frais d'outillage[réf. nécessaire]. À l'arrière, les feux arrière en forme de delta, signature de Dodge, étaient présentés sous une nouvelle forme qui exigeait que le haut du pare-chocs s'incline vers le bas vers chaque extrémité.
Le moteur de série de la Monaco 1969 est le moteur V8 type B 6,3 litres de 248 ch (183 kW) avec un carburateur 2245 Holley à deux corps. Les acheteurs pouvaient commander le 383 avec un carburateur à quatre corps qui augmentait la puissance à 335 ch (246 kW), ou opter pour le moteur Magnum RB de 380 ch (280 kW) et de 7,2 L (440). Les acheteurs de break qui ont choisi la 440 ont une version de 355 ch (261 kW).
La Monaco de 1969 offrait, en option à 50 $[réf. nécessaire], la première lampe (projecteur) de route automobile polyellipsoïdale moderne. Appelé « Super-Lite » et monté côté conducteur dans la calandre, ce phare auxiliaire a été produit dans une coentreprise entre la Chrysler Corporation et Sylvania. Il utilise une ampoule halogène de 85 watts et était conçu comme un faisceau intermédiaire, pour étendre la portée des feux de croisement pendant les virages alors que les feux de croisement seuls étaient inadéquats tandis que les feux de route produisaient un éblouissement excessif pour les conducteurs venant en sens inverse.
Les modèles disponibles pour 1969 comprenaient un coupé à toit rigide deux portes, une berline à toit rigide quatre portes, une berline à colonnes quatre portes et des breaks quatre portes d'une capacité de six ou neuf passagers. Une nouvelle finition d'options Brougham comprenait un toit en vinyle sur les berlines et les toits rigides et un siège avant à banquette divisée avec un mécanisme d'inclinaison côté passager (sauf sur les toits rigides à deux portes). Les breaks Monaco ont reçu une garniture en vinyle grainé de bois le long des côtés et à travers le hayon à double action (à charnières latérale et inférieure)[réf. nécessaire].
Les ventes de la Polara et de la Monaco ont diminué de près de 20 000 voitures par rapport à 1968, la gamme Monaco représentant 38 566 des 127 252 voitures full-size fabriquées par Dodge pour l'année[réf. nécessaire].

### 1970
Les modèles de 1970 ont obtenu un style avant et arrière complètement nouveau qui comprenait des pare-chocs avant et arrière coûteux[réf. nécessaire]. À l'avant, le nouveau pare-chocs renfermait une nouvelle calandre moulée sous pression et les phares. À l'arrière, le pare-chocs à double boucle renfermait les feux arrière. Les lampes de recul ont été déplacées vers le haut, dans les capuchons d'extrémité qui terminaient les panneaux latéraux, dans des boîtiers fendus de couleur carrosserie. Les concepteurs ont choisi de souligner la longueur du capot cette année, ce qui signifie que l'avant redessiné a augmenté de 76 mm. Cependant, la nouvelle extrémité arrière était de 102 mm plus courte[réf. nécessaire].
Des améliorations à la suspension ont été développées en tant que nouveau système « Torsion-Quiet », qui utilisait des isolateurs en caoutchouc placés stratégiquement pour réduire le bruit et les vibrations de la route. La voie de la roue arrière a été élargie de près de 76 mm lorsque Dodge a installé l'essieu arrière, qui était uniquement utilisé sur les breaks, sur tous les modèles de Monaco de 1970[réf. nécessaire].
Les finitions d'options Brougham et 500 ont continué, tout comme la disponibilité du Super-Lite, mais le V8 Magnum 440 a été abandonné. La version de 355 ch (261 kW) du moteur 440, uniquement disponible sur les breaks de 1969, est devenue le nouveau moteur de pointe pour toutes les Monaco. Malgré tous les changements, qui ont coûté à Chrysler une somme d'argent assez importante[réf. nécessaire], les ventes de Monaco (et Polara) ont diminué avec 24 692 Monaco construites pour l'année modèle[réf. nécessaire].

### 1971
La Monaco de 1971 a reçu un lifting avec une nouvelle calandre dans le pare-chocs qui avait été utilisée l'année précédente, et d'autres changements de style mineurs qui étaient principalement concentrés à l'arrière. Le Super-Lite n'était plus disponible en raison d'un manque d'intérêt des consommateurs et des problèmes de légalité dans certains États[réf. nécessaire]. Un nouveau pare-chocs arrière à boucle unique et des feux arrière plus grands ont été installés.
La finition d'options 500 a été supprimée bien qu'un lecteur-enregistreur de cassettes stéréo avec microphone soit nouveau sur la liste d'options. Les sièges baquets sont restés disponibles malgré la perte de la finition 500, et la finition Brougham était également toujours disponible pour 220 $, malgré l'ajout d'une finition Polara Brougham distincte[réf. nécessaire].
Tous les moteurs avaient un taux de compression réduit afin qu'ils puissent tous fonctionner de manière satisfaisante avec de l'essence de qualité régulière. Les versions 383 à deux corps ont toujours la même puissance nominale de 248 ch (183 kW), le 383 à quatre corps est tombée à 294 ch (216 kW) et le 440 à 324 ch (239 kW)[réf. nécessaire].
Les break Monaco, qui en 1969 et 1970 portaient leur garniture en similibois sur les bas de caisse, ont obtenu des similibois entièrement neufs sur les côtés et même autour des fenêtres. Les nouveaux décalcomanies vinyliques étaient translucides, permettant à une partie de la couleur de la peinture de transparaître[réf. nécessaire].
Malgré les pertes de puissance et le léger changement de style, les ventes ont légèrement augmenté. Environ 900 Monaco supplémentaires ont été construites pour 1971 (environ 25 544 - un nombre exact n'est pas connu))[réf. nécessaire].

### 1972
Pour l'année modèle 1972, les Dodge full-size ont finalement obtenu la toute nouvelle tôlerie qui avait été initialement prévue pour 1971[réf. nécessaire].
Le nouveau look de la Monaco a été inauguré avec une nouvelle face avant avec des phares cachés placés au-dessus d'un tout nouvel ensemble de pare-chocs-calandre. Les côtés de la voiture ont perdu leur apparence charnue précédente au profit d'un nouveau look maigre avec une nouvelle ligne caractéristique qui commencait sur les ailes avant et reculait à travers les portes pour se rebiffer devant les roues arrière. Les toits de la berline et du toit rigide étaient nouveaux et plus formels. À l'arrière, il y avait encore un nouveau pare-chocs bouclé et un feu arrière sur toute la largeur qui, comme le reste de la voiture, avait l'air beaucoup plus cher et impressionnant. Les break ont reçu un nouvel aspect arrière avec des feux arrière verticaux « empilés ».
La Monaco a reçu un V8 standard plus petit pour 1972. Le moteur V8 à bloc LA de 5,9 L, qui avait été introduit en option sur les Polara de 1971, développait 213 ch (157 kW), désormais mesurés en puissance nette au lieu de brut. Le 400 était un nouveau moteur V8 B de 6,6 L. Le 440 restait disponible, mais il produisait désormais 279 ch (205 kW) (net). Les ventes de 1972 ont presque atteint les niveaux de 1969, avec 37 013 voitures construites pour l'année modèle[réf. nécessaire].

### 1973
Pour sa dernière année dans la carrosserie du style fuselage, la Monaco a poursuivi son style de 1972, à l'exception d'un autre nouveau pare-chocs arrière avec des feux arrière redessinés, ainsi qu'un nouveau couvercle de coffre et des embouts arrière. De grands protecteurs en caoutchouc noir ont été ajoutés aux pare-chocs pour se conformer aux nouvelles normes fédérales d'impact à 8 km/h. Les modèles à toit rigide et berline ont gagné environ 165 mm en raison, principalement, des protections de pare-chocs[réf. nécessaire].
À l'intérieur, de nouveaux matériaux ignifuges dans pratiquement toutes les parties visibles de l'intérieur signifient une sécurité accrue[réf. nécessaire]. Sous le capot, les trois moteurs disponibles ont gagné en fiabilité avec l'ajout du nouveau système d'allumage électronique de Chrysler en équipement standard, ce qui prolongeait la durée de vie de la bougie et éliminait pratiquement l'entretien périodique du système d'allumage[réf. nécessaire].
Malgré les améliorations apportées aux voitures, les ventes ont de nouveau chuté à 29 396.
1973 s'est avérée être la dernière année de la Monaco en tant que voiture full-size haut de gamme de Dodge. Après 14 ans, le nom Polara a été abandonné et, pour 1974, toutes les grandes Dodge portaient le nom Monaco.

### Afrique du Sud
En juillet 1969, Chrysler Afrique du Sud a présenté une version rebadgée de la Dodge Monaco, construite localement, sous le nom de Chrysler 383. Cet insigne est resté en usage pendant environ quatre ans et a été abandonné au début de 1973. C'était la première fois qu'ils utilisaient le badge « Chrysler » sur un produit construit localement depuis dix ans. C'était aussi l'une des plus grandes voitures construites là-bas, et avait également le plus gros moteur. Le V8 383 offrait 294 ch (216 kW), et la voiture entièrement équipée était dotée de vitres électriques et d'un toit en vinyle standard.

## Troisième génération (1974 - 1977)

### 1974
La Dodge Monaco a plate-forme C de 1974 a été entièrement repensée avec une toute nouvelle plate-forme monocoque et une toute nouvelle carrosserie. Cependant, quelques jours après son introduction, la crise pétrolière de 1973 a commencé. Chrysler a été critiqué par les médias pour avoir sorti d’immenses nouvelles voitures et les ventes en ont souffert. Beaucoup dans la presse automobile ont également critiqué le nouveau design de la voiture comme étant trop dérivé de ce qu'ils pensaient ressembler à une voiture full-size Buick ou Oldsmobile vieille de 3 ans[réf. nécessaire]. Les modèles Polara et Polara Custom ont tous été abandonnés avant la fin de l'année précédente (1973). La Monaco de base et la Monaco Custom les ont remplacées respectivement. L’ancienne Monaco a été rebaptisée Monaco Brougham. Le nom Brougham était utilisé de longue date sur la finition d'options de luxe disponible de 1969 à 1973. Les phares cachés des modèles précédents ont été remplacés par des phares fixes sur toutes les Monaco. Le moteur standard de la Monaco était de 5,9 litres avec un carburateur à 2 corps - les options de moteur incluaient un moteur de 5,9 litres avec un carburateur à 4 corps, un moteur de 6,6 litres avec un carburateur à 2 ou 4 corps et un moteur de 7,2 L avec un carburateur à 4 corps.

### 1975
Pour l'année modèle 1975, les modifications apportées à la Monaco de base étaient minimes. Cependant, la Monaco Custom a été rebaptisée Royal Monaco, et la Monaco Brougham est devenue la Royal Monaco Brougham. Ces nouveaux modèles portaient des phares cachés. 1975 a été la dernière année modèle où le toit rigide à quatre portes était disponible. Certains modèles, selon l'équipement et l'état dans lequel ils ont été vendus, ont reçu des convertisseurs catalytiques pour se conformer aux réglementations de plus en plus strictes sur les contrôles des émissions des véhicules. Après le début de l'année modèle 1975, une option à production limitée pour les coupés Royal Monaco Brougham a été introduite : la finition Diplomat comprenait un toit Landau en vinyle avec des fenêtres d'opéra et une large bande de toit en acier. Il était disponible en seulement trois couleurs - Cold Metallic, Silver Cloud Metallic et Maroon Metallic. Le moteur standard sur la Monaco et la Royal Monaco était un moteur 360 de 5,9 L avec un carburateur à 2 corps tandis que les Royal Monaco Brougham et les breaks recevaient un moteur 400 de 6,6 L avec un carburateur à 4 corps. Les options de moteur pour la Monaco et la Royal Monaco étaient un moteur 400 de 6,6 L avec un carburateur à 2 ou 4 corps et toutes les Monaco pouvaient être mis à niveau vers un moteur 440 de 7,2 L avec un carburateur à 4 corps. La voiture pesait plus de deux tonnes avec une vitesse de pointe de 204 km/h[réf. nécessaire].

### 1976
Au début de l'année modèle 1976, les modifications extérieures de la Dodge Monaco full-size à plate-forme C de 1976 étaient très minimes, bien que tous les modèles (y compris les finitions de police) avaient désormais la face avant avec les phares cachés de l'ancienne finition haut de gamme. Le nouveau système Lean Burn de Chrysler a été introduit afin de réduire les émissions d'échappement (uniquement sur le moteur de 6,6 L). Le toit rigide à quatre portes, qui avait fait partie de la gamme Dodge Monaco au cours des dix années modèles précédentes (de 1966 à 1968, de 1969 à 1973 et de 1974 à 1975) donc depuis que la Dodge Monaco a fait ses débuts il y a onze années modèles plus tôt (1965), avait été abandonnée à la fin de l'année modèle précédente (1975), ce qui a relégué le choix des styles de carrosserie à seulement trois offres, la familiale quatre portes, la berline quatre portes et le toit rigide à deux portes pour l'année modèle 1976. Un moteur 318 de 5,2 L avec un carburateur à 2 corps et 152 ch (112 kW) est devenu standard sur la Monaco de base et les Royal Monaco Brougham et les breaks ont été déclassés vers un moteur 400 de 6,6 L avec un carburateur à 2 corps, mais le la Royal Monaco a continué avec le moteur 360 de 5,9 L de 1975 avec un carburateur à 2 corps. Le moteur 440 de 7,2 L avec un carburateur à 4 corps peut toujours être commandé.

### 1977 (Royal Monaco)
Pour l'année modèle 1977, la Monaco a effectivement été divisée en deux gammes de modèles, la Royal Monaco conservant la plate-forme C full-size aux côtés de la Chrysler New Yorker, la Monaco standard remplaçant la Coronet a plate-forme B intermédiaire. Offerte en versions standard et Brougham, la Royal Monaco était produite en berline à toit rigide deux portes, une berline quatre portes et un break cinq portes.
Pour la première fois, le V8 de 5,2 L a été utilisé comme moteur standard. En dehors de la Californie, le V8 360 (avec un carburateur à 2 corps) et le V8 400 sont restés disponibles ; le V8 440 était proposé en option. Une transmission automatique à 3 vitesses était la seule transmission disponible.
La Royal Monaco a été retirée en 1978, car Chrysler n'offrait la plate-forme C qu'à travers sa division homonyme.
Au début de 1977, la Dodge C-body de Chrysler (qui était la Monaco de 1976) a été renommée Dodge Royal Monaco de 1977. Pratiquement inchangé par rapport à la gamme Royal Monaco de 1974 à 1976, elle ne proposait que trois styles de carrosserie : un break à quatre portes, une berline à quatre portes et un coupé hardtop à deux portes. À la fin de 1977, toute la gamme C-body Monaco Royal (ainsi que ses homologues Plymouth Gran Fury) a été supprimée, ce qui a fait de la Royal Monaco de 1977 la dernière routière Dodge jamais produite sur la plateforme C.

### Culture populaire
Les Monaco de 1974 à 1977 ont eu un grand rôle dans le long métrage Les Blues Brothers (film) de 1980. Elles figurent également parmi les voitures de police des Illinois State Troopers et de la ville de Chicago.

## Quatrième génération (1977 - 1978)

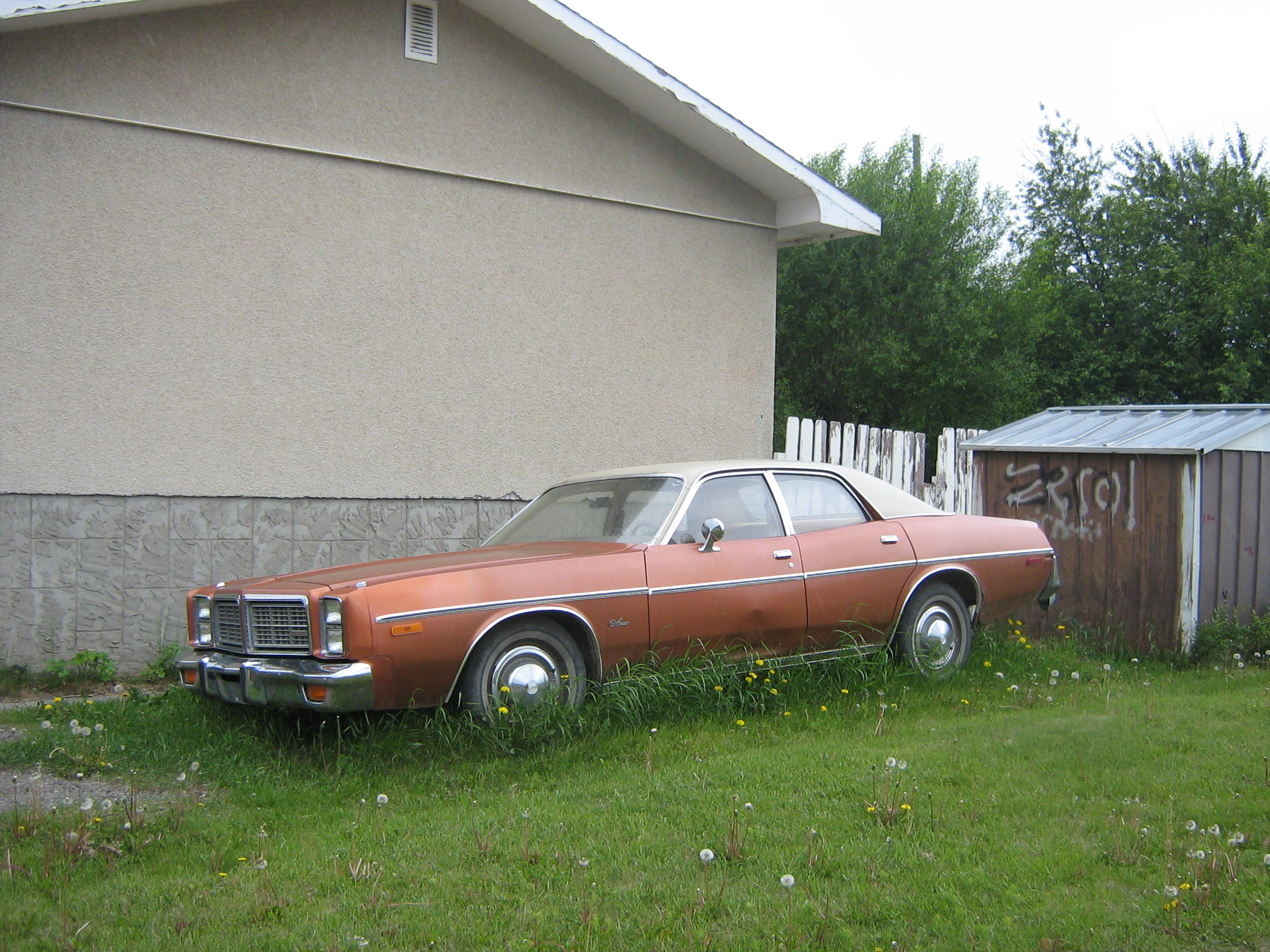
Dodge Monaco berline

### 1977
L’année 1977 a apporté un nombre inhérent de modifications à la gamme Dodge Monaco, conséquence persistante de la crise énergétique de 1973-1974, en particulier du fait que Chrysler a décidé de déplacer la Dodge Monaco, sous forme nominative, de la plate-forme C (routières) jusqu’à la gamme de carrosseries de taille moyenne B au début de 1977. Toute la gamme Dodge Monaco de 1977 a reçu un relooking. Compte tenu du nombre de changements inhérents, intervenus à la fin de l'année précédente (à partir de 1976) et au début de 1977, l'ensemble de la gamme Dodge Monaco de 1977 a été quelque peu remodelée. La Dodge Monaco C-Body (routière) de 1976 est devenue, pour un an seulement, la Dodge Royal Monaco C-Body de 1977 jusqu'à son arrêt à la fin de 1977. Les Dodge Monaco berline quatre portes et break quatre portes à plate-forme B moyenne de 1977 ont remplacé les Coronet berline et break quatre portes de l'année précédente. La Dodge Monaco Brougham berline quatre portes de 1977 a remplacé la Coronet Brougham berline quatre portes de l'année précédente. Le break Dodge Monaco Crestwood de 1977 a remplacé le break Coronet Crestwood de l'année précédente. Cependant, la Dodge Monaco de 1977, pour toutes les pratiques de commercialisation, a peu changé par rapport à la Coronet de 1976. La Dodge Monaco de 1977 reçut une conception révisée de l’avant avec des phares rectangulaires superposés. Comme la Chrysler Corporation était dans une situation financière difficile pendant ces années, il ne restait que très peu pour donner à la gamme Dodge Monaco de 1977 un nouveau look, si bien que les modifications devaient être aussi minimes et aussi peu coûteuses que possible.

### 1978
Pour l'année modèle 1978, la Dodge Monaco à plate-forme B de taille moyenne de 1978 est restée inchangée par rapport à l'année modèle précédente. Elle est devenue la plus grande voiture de Dodge au cours de l'année modèle 1978. La Dodge Monaco a été abandonnée à la fin de l'année modèle 1978. Les voitures à plate-forme B ont continué sous la forme de la Dodge Magnum jusqu'en 1979.

### Abandon et reprise du nom
Après la disparition de la Monaco à la fin de 1978, celle-ci resterait non utilisée au cours des onze prochaines années (1979 à 1989) jusqu'à ce qu'elle soit remise en service douze ans plus tard dans une production de trois années. (1990 à 1992) en tant que version rebadgée de l'Eagle Premier. La Dodge Monaco de 1978 fut remplacée en 1979 par la Dodge St. Regis (routière), utilisant la plate-forme R de Chrysler (une petite révision de la plate-forme B). Bien que plus petite que la Royal Monaco de 1977, la St. Regis est restée la plus grande berline quatre portes produite par un constructeur automobile américain. Luttant pour concurrencer les toutes nouvelles conceptions de General Motors et de Ford, les ventes de la St. Regis ont fortement été soutenues par les flottes, notamment les véhicules des forces de l'ordre. Après 1981, la St. Regis a été abandonnée en faveur de la Diplomat, devenant ainsi la berline à empattement le plus long produite par Chrysler, jusqu'à ce que la Dodge Magnum de 2005 fasse ses débuts.

## Cinquième génération (1990 - 1992)

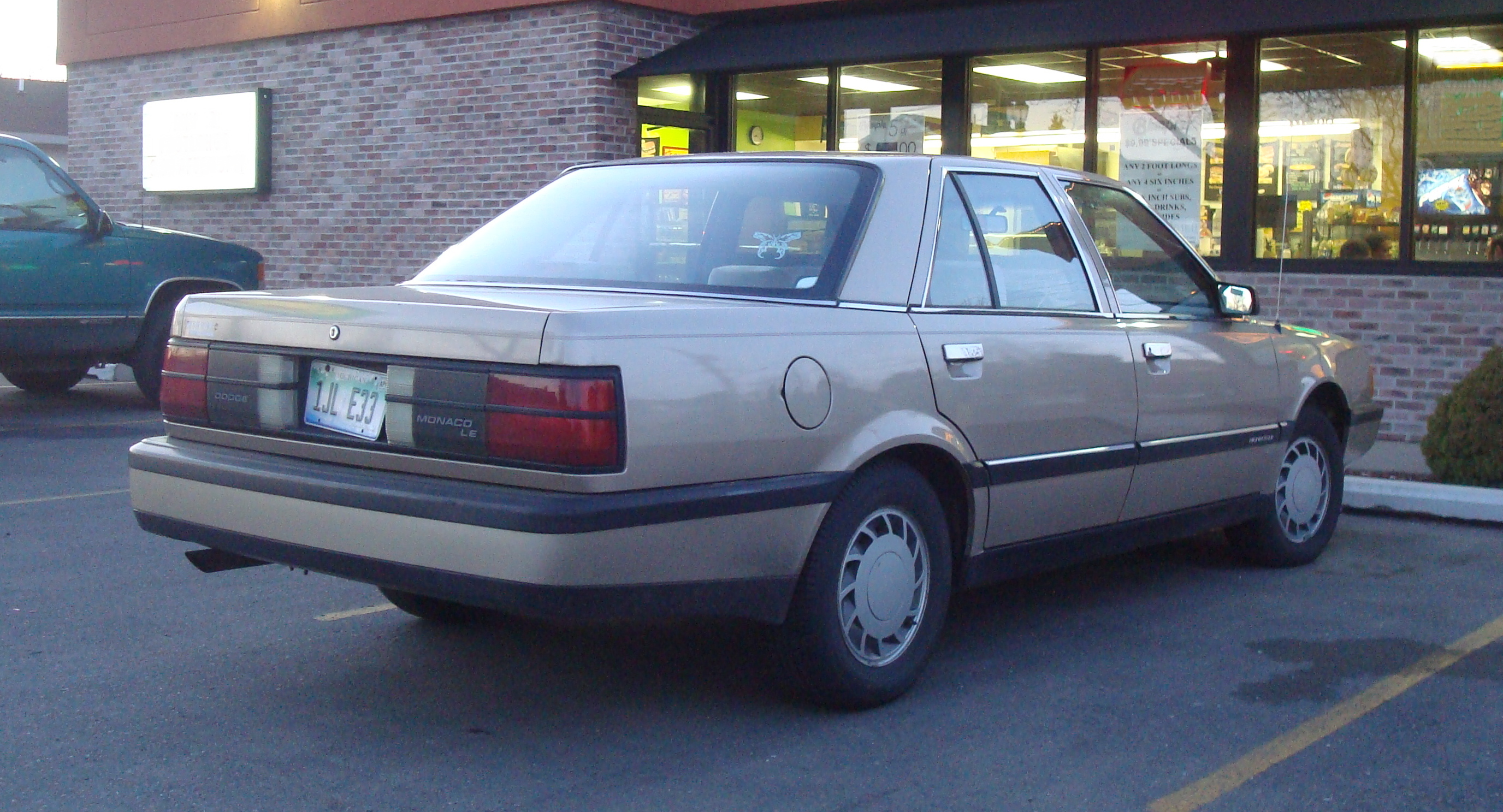
Dodge Monaco 5e génération.

### Contexte et évolution
En août 1987, Chrysler a racheté les actions d'American Motors Corporation (AMC), majoritairement détenues par Renault, principalement pour la célèbre marque Jeep, AMC était également recherchée pour sa capacité à développer et à concevoir des voitures plus rapidement (et à moindre coût) que les autres constructeurs automobiles américains. AMC construisait déjà des Dodge Diplomat, Plymouth Gran Fury et Chrysler Fifth Avenue sous contrat avec Chrysler à partir de 1986. Chrysler avait également un grand besoin de capacité de production et AMC avait de grandes quantités de capacité dans ses nouvelles usines de Bramalea, Toledo, Ohio et Kenosha, Wisconsin.
Les actions restantes d'AMC ont été restructurés pour former la marque de voitures Eagle, qui comprenait initialement l'Eagle Premier, une collaboration entre AMC et Renault pour développer une voiture full-size pour les marchés nord-américains, servant de plus grande berline commercialisée par AMC depuis la Matador de 1978 (qui était sur le point de produire, juste avant le rachat) et la Medallion. Une gamme complète de modèles était prévue pour la sortie, y compris une berline, un break et un coupé deux portes (nommé Allure)
. Les véhicules ultérieurs vendus sous la marque Eagle ont été développés par Mitsubishi Motors.
Dérivée de la Renault 25 (la gamme de modèles phares de Renault en Europe), la Premier a adopté la conception de la suspension de la Renault / Eagle Medallion (une Renault 21 modifiée pour l'Amérique du Nord). bien que le véhicule ait été conçu par une combinaison de Giorgetto Giugiaro (extérieur) et de l'équipe de Richard A. Teague (dans l'un de ses derniers designs) chez AMC (intérieur). La Premier était disponible avec un moteur quatre cylindres en ligne de 2,5 L construit par AMC (partagé avec Jeep) ou un V6 de 3,0 L (construit par PRV plc).
L'Eagle Premier a été lancée pour l'année modèle 1988, la production commençant en septembre 1987. Tous les exemplaires de production ont été badgés sous le nom d'Eagle (bien que désignés par des VIN AMC). La Premier était le fleuron de la gamme des modèles Eagle, placée au-dessus de la Medallion et de l'Eagle Sport Wagon en 1988.
Dans le cadre de l'accord d'achat, Chrysler était contractuellement obligé d'utiliser 260 000 des moteurs V6 PRV,. Comme Eagle a vendu moins de 90 000 Premier au cours de ses deux premières années de production, Chrysler a cherché à remplir plus rapidement ses obligations envers Renault en commercialisant une version rebadgée de la Premier sous la marque Dodge.

### Présentation du modèle
Pour l'année modèle 1990, la plaque signalétique Dodge Monaco a été réintroduite (après une interruption de 12 ans), remplaçant directement la Dodge Diplomat de longue date. Insérée au-dessus de la Dodge Dynasty légèrement plus petite, la Monaco était une version rebadgée de l'Eagle Premier, vendue en versions LE standard et ES de luxe.
L'Eagle Premier et la Dodge Monaco étaient construites à l’usine de Bramalea à Brampton, Ontario, (ouvert par AMC en 1986). Bien que produite au Canada, Chrysler Canada n'a pas vendu la gamme de modèles ; après l'arrêt de la Diplomat, la plus grande berline Dodge vendue au Canada était la Spirit, la Dynasty étant commercialisée sous le nom de Chrysler. Pour 1993, la Dodge Intrepid a remplacé la Monaco et la Dynasty, l'Eagle Vision remplaçant la Premier.

#### Châssis
Les Dodge Monaco et Eagle Premier sont construites sur la plate-forme B à traction avant de Chrysler, renommée à la suite de l'acquisition d'AMC auprès de Renault. Initialement nommé X-58, le châssis était la dernière plate-forme des véhicules d'AMC et le seul châssis à traction avant jamais produit par le constructeur automobile. Ne partageant que sa désignation de lettre avec l'architecture des Chrysler intermédiaire de 1962-1979, la plate-forme B est dérivée de la Renault 25, partageant la conception de la suspension à barre de torsion arrière de la Renault 21.
La Dodge Monaco était équipée de freins à disque aux quatre roues (présentés sur la Premier en 1990), avec Anti-lock Brakes System (ABS) ajoutés en 1991. La Dodge Viper de première génération partage ses freins à disque arrière avec la Dodge Monaco / Eagle Premier (sans ABS). Conçue par l'ancien ingénieur des produits Renault, François Castaing, la plate-forme B a adopté une configuration de moteur longitudinal, permettant un meilleur accès au moteur et une tenue de route plus stable.
Pour accroître la compatibilité avec les autres véhicules de Chrysler (et augmenter la fiabilité), la plate-forme B est passée de composants électriques Renault à des composants électriques Chrysler en 1990.

#### Groupe motopropulseur
La Dodge Monaco était propulsée par le V6 "Douvrin" PRV de 3,0 L produit par Renault, associé à une transmission automatique à 4 rapports produite par ZF.

#### Carrosserie
Pour 1990, l'Eagle Premier a subi une révision mineure (conduisant à la suppression des badges Design Giugiaro). La Dodge Monaco a partagé toute sa carrosserie avec la Premier, avec des verres de clignotants (ambre au lieu de transparent) et un design de coffre différent (garniture grise entre les feux arrière) et l'adoption de la calandre de style « réticule » de Dodge. Contrairement à la Dynasty, la Monaco était un véhicule à cinq places avec des sièges avant baquets et un levier de vitesses monté sur console.
Pour 1991, la Monaco a remplacé la garniture chromée sur tous les modèles par une garniture noire ou couleur carrosserie. Pour rationaliser la production, la climatisation et la climatisation automatique sont devenues la norme.

### Production
La Monaco n'a pas été largement acceptée par un public qui se méfiait de la fiabilité des précédentes voitures AMC achetées par Renault. En fin de compte, moins de Monaco ont été vendus que l'Eagle Premier. La Dynasty, de taille similaire, mais moins sophistiquée sur le plan technique, qui avait été introduite en 1988, était vendue moins chère que la nouvelle Monaco. La Monaco, en revanche, était vendue avec un seul moteur et était plus chère.
Les critiques ont fait valoir que Chrysler n'avait pas correctement commercialisé le Eagle Premier et la Monaco, ayant confondu leur marché prévu. Les modèles Premier ES et Monaco ont été comparés directement avec les Audi 80, Acura Legend et autres berlines similaires. Chrysler s'est également retrouvé avec six marques différentes après l'achat d'AMC, juste une de moins que GM, qui était quatre fois plus grand qu'un constructeur automobile. Non seulement Chrysler ne pouvait pas se permettre de promouvoir et de promouvoir correctement chacune de ses marques, mais elle était également confrontée à l'héritage d'échec des voitures françaises aux États-Unis. Bob Lutz, alors vice-président de Chrysler, a déclaré qu'elles étaient « invendables ».
| Année modèle | Dodge Monaco | Eagle Premier |
| ------------ | ------------ | ------------- |
| 1988         |              | 45 546        |
| 1989         |              | 41 349        |
| 1990         | 7 153        | 14 243        |
| 1991         | 12 436       | 11 634        |
| 1992         | 1 960        | 4 730         |

## Au cinéma
La Dodge Monaco, utilisée comme voiture de police aux États-Unis, a été popularisée par le cinéma, en particulier par le film The Blues Brothers où un modèle 1974 (surnommé par la suite The Bluesmobile) est utilisé par Jake et Elwood Blues lors de différentes poursuites avec les forces de l'ordre et dans ce film la Dodge Monaco est équipée du moteur de 7,2l, la plus grosse cylindrée que ce modèle ait jamais reçu.
De très nombreuses Monaco (ou sa jumelle, la Plymouth Fury) ont été détruites à Hollywood dans des scènes de cascades avec des voitures de police entre les années 1970 et 1980. En particulier, la série télévisée Shérif, fais-moi peur est connue pour le nombre élevé de Dodge Monaco utilisées (et détruites) au cours des différents épisodes (particulièrement des millésimes 74-75 et 77-78).
On note aussi l'apparition d'une Dodge Monaco modèle 1977 dans la série policière Rick Hunter dans laquelle l'inspecteur Hunter détruira plusieurs modèles de 78 avant de changer définitivement pour des Crown Victoria 1991 lors de la dernière saison.